# أمين عبوش
أمين عبوش هو بروفيسور وباحث عراقي-أسترالي متخصص في التصوير الطبي بالميكروويف وهندسة الموجات الميكروية والمليمترية. يتركز عمله على تصميم وتطوير أنظمة تصوير واستشعار متقدمة باستخدام التقنيات الكهرومغناطيسية عند ترددات الموجات الراديوية.

## السيرة الأكاديمية
نال عبوش درجاته الجامعية الأولى من جامعة الموصل في الهندسة الكهربائية، قبل أن يكمل دراساته العليا في جامعة كوينزلاند بأستراليا، حيث يشغل حالياً منصب أستاذ في كلية الهندسة وتقنيات المعلومات.
حصل على درجة البكالوريوس في الهندسة الكهربائية من جامعة الموصل، ثم واصل دراسته العليا في نفس الجامعة حيث نال درجة الماجستير عام 1991 ودكتوراه عام 1996. وهو حالياً أستاذ في جامعة كوينزلاند. في عام 2022، تم انتخاب عبوش زميلاً في معهد مهندسي الكهرباء والإلكترونيات "لمساهماته في التصوير الطبي الكهرومغناطيسي"."

## المسار المهني
يشغل الدكتور عبوش منصب مدير مركز أبحاث الابتكارات الكهرومغناطيسية، تقلّد سابقاً مناصب قيادية مهمة منها: عميد مدرسة ITEE (التي تشمل الهندسة الكهربائية، الهندسة الطبية الحيوية، هندسة البرمجيات، علوم البيانات، والحوسبة البشرية)، ومدير مركز التدريب البحثي، ومدير مركز التصوير الطبي باستخدام المجال الكهرومغناطيسي.
نشر أكثر من 600 ورقة بحثية، مُقتبسة حوالي 17,000 مرة، ويملك معامل Hirsch، مما يعكس حيوية وتأثيره الأكاديمي الضخم.
قاد فريقاً أحرز 20 براءة اختراع تم اعتمادها في القطاع الطبي، مما يدل على الدور التطبيقي الريادي لأبحاثه.
كان متحدثاً رئيسياً (Keynote Speaker) في المؤتمر العالمي الأول لتكنولوجيا المعلومات وتأثيراتها على التنمية المستدامة، الذي نظمته جامعة النور بالتعاون مع جامعة نينوى، خلال أبريل 2025.
أبحاث حديثة بارزة (2024–2025):
تشمل أبحاثه الأكثر حداثة موضوعات متقدمة في التصوير الطبي الكهرومغناطيسي والاتصالات اللاسلكية:
2024:
- تطوير تقنيات للتركيز الميكروويفي للصورة الطبية.
- جهاز محمول للكشف عن الجلطات الوريدية العميقة.
- نظام هوائي متقدم للاتصالات الفضائية.
- ملف دوار مكشوف لتحفيز الدماغ المغناطيسي غير التداخلّي.
- هوائي مزدوج الحساسية للتصوير العميق للصدر.

2019–2021:
- تطوير قبعة كهرومغناطيسية مرنة لتصوير الرأس ثلاثي الأبعاد.
- أنظمة لـتصنيف السكتات الدماغية باستخدام التصوير الكهرومغناطيسي.
- جبيرة كهرومغناطيسية نسيجية لتصوير الركبة.
- خوارزميات تقديرية لتحديد الحدود في الصور الطبية.
- نظام آلي لتحديد مواقع التشوهات الدماغية.